# Lijst van voetbalinterlands China - Hongkong
Deze lijst van voetbalinterlands is een overzicht van alle officiële voetbalwedstrijden tussen de nationale teams van China en Hongkong. De landen speelden tot op heden 24 keer tegen elkaar. De eerste ontmoeting, een kwalificatiewedstrijd voor de Azië Cup 1976, werd gespeeld in Hongkong op 9 mei 1975.  Het laatste duel, een wedstrijd tijdens de Oost-Azië Cup 2025, vond plaats op 15 juli 2025 in Yongin (Zuid-Korea).

## Wedstrijden
| №  | Plaats    | Datum             | Competitie                 | Wedstrijd        | Uitslag |
| -- | --------- | ----------------- | -------------------------- | ---------------- | ------- |
| 1  | Hongkong  | 9 mei 1975        | Azië Cup 1976 kwalificatie | Hongkong – China | 0 – 1   |
| 2  | Beijing   | 17 juli 1977      | Vriendschappelijk          | China – Hongkong | 2 – 1   |
| 3  | Hongkong  | 21 december 1980  | WK 1982 kwalificatie       | Hongkong − China | 0 − 1   |
| 4  | Hongkong  | 31 december 1980  | WK 1982 kwalificatie       | Hongkong − China | 0 − 0   |
| 5  | Beijing   | 21 juli 1982      | Vriendschappelijk          | China − Hongkong | 2 − 0   |
| 6  | Guangzhou | 17 september 1984 | Azië Cup 1984 kwalificatie | China − Hongkong | 2 − 0   |
| 7  | Hongkong  | 17 februari 1985  | WK 1986 kwalificatie       | Hongkong − China | 0 − 0   |
| 8  | Beijing   | 19 mei 1985       | WK 1986 kwalificatie       | China − Hongkong | 1 − 2   |
| 9  | Kathmandu | 8 juni 1986       | Vriendschappelijk          | China − Hongkong | 4 − 0   |
| 10 | Hongkong  | 21 februari 1995  | Dynasty Cup 1995           | Hongkong − China | 0 − 0   |
| 11 | Hongkong  | 26 februari 1995  | Dynasty Cup 1995           | Hongkong − China | 1 − 1   |
| 12 | Hongkong  | 4 februari 1996   | Azië Cup 1996 kwalificatie | Hongkong − China | 0 − 2   |
| 13 | Tokio     | 1 maart 1998      | Dynasty Cup 1998           | China − Hongkong | 1 − 0   |
| 14 | Hongkong  | 25 april 2000     | Vriendschappelijk          | Hongkong − China | 0 − 1   |
| 15 | Yokohama  | 10 december 2003  | Oost-Azië Cup 2003         | China − Hongkong | 3 − 1   |
| 16 | Hongkong  | 31 maart 2004     | WK 2006 kwalificatie       | Hongkong − China | 0 − 1   |
| 17 | Guangzhou | 17 november 2004  | WK 2006 kwalificatie       | China − Hongkong | 7 − 0   |
| 18 | Tokio     | 14 februari 2010  | Oost-Azië Cup 2010         | China − Hongkong | 2 − 0   |
| 19 | Shenzhen  | 3 september 2015  | WK 2018 kwalificatie       | China − Hongkong | 0 − 0   |
| 20 | Hongkong  | 17 november 2015  | WK 2018 kwalificatie       | Hongkong − China | 0 − 0   |
| 21 | Busan     | 18 december 2019  | Oost-Azië Cup 2019         | Hongkong − China | 0 − 2   |
| 22 | Toyota    | 27 juli 2022      | Oost-Azië Cup 2022         | China − Hongkong | 1 − 0   |
| 23 | Abu Dhabi | 1 januari 2024    | Vriendschappelijk          | China − Hongkong | 1 − 2   |
| 24 | Yongin    | 15 juli 2025      | Oost-Azië Cup 2025         | China − Hongkong | 1 − 0   |

## Samenvatting
| Competitie            | Totaal gespeeld | Winst China | Gelijk | Winst Hongkong | Doelsaldo China – Hongkong |
| --------------------- | --------------- | ----------- | ------ | -------------- | -------------------------- |
| WK-kwalificatie       | 8               | 3           | 4      | 1              | 10 − 2                     |
| Azië Cup-kwalificatie | 3               | 3           | 0      | 0              | 5 – 0                      |
| Oost-Azië Cup         | 8               | 6           | 2      | 0              | 11 − 2                     |
| Vriendschappelijk     | 5               | 4           | 0      | 1              | 10 − 3                     |
| Totaal                | 24              | 16          | 6      | 2              | 36 – 7                     |

Wedstrijden bepaald door strafschoppen worden, in lijn met de FIFA, als een gelijkspel gerekend.

## Details

### Achtste ontmoeting
| Kwalificatie WK 1986 (scheidsrechter Melvyn D'Souza, Beijing, China, 19 mei 1985): |              | |
| China | 1 – 2        | Hongkong |
| Li Hui 31' | goals        | 19' Cheung Chi Tak 60' Ku Kam Fai |
| Zeng Xuelin | bondscoach   | Kwok Ka Ming |
| Lu Jianren Zhu Bo Jia Xiuquan Lin Lefeng Lü Hongxiang Lin Qiang Li Hui Wang Huiliang 70' Gu Guangming Yang Chaohui Zuo Shusheng 38' | opstellingen | Chan Wan Ngok Cheung Chi Tak Leung Sui Wing Lai Lo Kau Yu Kwok Sum Wong Kwok On Ku Kam Fai Wu Kwok Hung 73' Chan Fat Chi Lau Wing Yip 85' Wan Chi Keung |
| Li Huajun 38' Zhao Dayu 70' | wissels      | 73' Tam Yu Wah 85' Philip Reis |
| Li Hui 64' | gele kaarten | 21' Yu Kwok Sum |
| - Laatste interland van China onder leiding van bondscoach Zeng Xuelin. - Na de wedstrijd braken in en rondom het Arbeidersstadion felle rellen uit, die werden geregistreerd als de eerste vorm van hooliganisme in de Volksrepubliek China. - Zie hier voor meer informatie. |              | |